# Massimo Pallottino

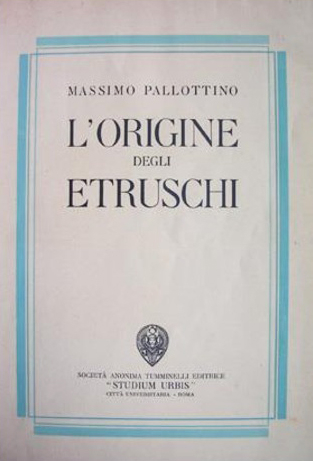
L'origine degli Etruschi, 1947

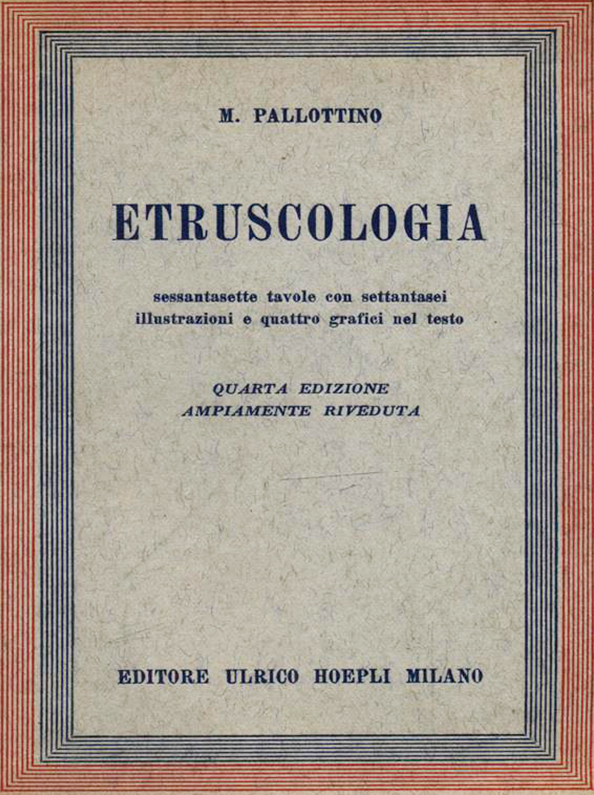
Etruscologia, 1957, IV edizione

Massimo Pallottino (Roma, 9 novembre 1909 – Roma, 7 febbraio 1995) è stato un archeologo italiano, noto per essere stato il primo docente di etruscologia della "Sapienza" di Roma e per aver rinvenuto, durante una campagna di scavo da lui diretta a Santa Severa (RM) nel 1964, le lamine di Pyrgi.

## Biografia
Pallottino fu allievo di Giulio Quirino Giglioli e si laureò nel 1931 con una tesi sul centro antico di Tarquinia. In seguito effettuò scavi a Cerveteri e diversi studi sul Tempio di Apollo a Veio. Nel 1933 diventò Ispettore per la Soprintendenza alle antichità di Roma e nel 1937 assunse la direzione del Museo di Villa Giulia. Già libero docente di etruscologia nell'ateneo romano, nel 1940 accettò la cattedra di archeologia all'Università di Cagliari che tenne fino al 1945. Nello stesso periodo ebbe l’incarico di reggenza delle Antichità e Opere d’Arte della Sardegna. Dal 1946 e fino al 1980, insegnò sempre a Roma.
Con l'approfondimento delle sue tecniche ha dato vita al concetto e all'ambito disciplinare dell'"etruscologia", fondando anche un corrispondente settore etrusco-italico presso il Consiglio Nazionale delle Ricerche. Ha anche partecipato alla creazione dell'Istituto Nazionale di Studi Etruschi e Italici e del suo periodico "Studi Etruschi". Il suo primo saggio, Etruscologia fu pubblicato per la prima volta a Milano nel 1942 per i tipi di Hoepli, diventato solo molto dopo un best seller di ampio successo, ancora oggi apprezzato e tradotto in più lingue, mentre L'origine degli Etruschi verrà pubblicato nel 1947, sempre per i tipi di Hoepli.
Due anni dopo la sua scomparsa, sono stati dedicati due volumi alla sua memoria e ai suoi importanti contributi accademici: Etrusca e Italica: scritti in ricordo di Massimo Pallottino. Suoi allievi sono stati tra gli altri Mario Torelli e Giovanni Colonna - entrambi grandi studiosi di etruscologia e professori ordinari di archeologia classica rispettivamente delle Università di Perugia e Roma "La Sapienza" - nonché Mauro Cristofani e Gilda Bartoloni.
Sposato con Maria Sechi Manca dell’Asinara, era padre di Giovanni Vittorio Pallottino, esperto di elettronica e di cibernetica, della paroliera e illustratrice Paola Pallottino, e di Gaia Pallottino, geografa.

## Teoria della formazione
Nel 1947 Pallottino teorizzò che al concetto di origine dei popoli va sostituito quello di formazione: secondo lo studioso, i popoli si formano e sviluppano in maniera graduale.

## Riconoscimenti
- Nel 1982 ha vinto il Premio Balzan per le scienze dell'antichità per aver effettuato ricerche e scoperte di fondamentale importanza nell'ambito delle scienze dell'antichità, attraverso lo scavo di Pyrgi, il contributo all'interpretazione dell'etrusco, le indagini rivelatrici sulle origini di Roma e sui popoli dell'Italia preromana.

- Nel 1984 gli è stato assegnato il Premio Erasmus [4].

- Nel 1991 ha ottenuto  il "Cavallo d'Oro di San Marco", premio internazionale del Centro Veneto di Studi e Ricerche sulle Civiltà Classiche e Orientali.

## Omaggi
- Gli è stato intitolato il Museo archeologico nazionale del Melfese [5]
- Gli è stata intitolata una strada a Rionero in Vulture
- Porta il suo nome una  tomba nella necropoli dei Monterozzi a Tarquinia[6].

## Opere
- Elementi di lingua etrusca, Firenze: Rinascimento del libro, 1936.
- Tarquinia (a cura di), Milano: Hoepli, 1937; Milano: Il Saggiatore, 1959
- Gli Etruschi, Roma: Colombo, 1939; Milano: Bompiani, 1998.
- Civiltà romana. Arte figurativa e ornamentale, Roma: Carlo Colombo, 1940.
- La necropoli di Cerveteri, Roma: La libreria dello Stato, 1940.
- Etruscologia, Milano: Hoepli, 1942; 19472; 19553; 19574; 19635; 19686; 19847.
- L'origine degli Etruschi, Roma: Tumminelli, 1947.
- La Sardegna nuragica, Roma: Ed. del Gremio, 1950; Nuoro: Ilisso, 2000.
- La lingua degli etruschi, Roma: Biblioteca di Storia Patria, 1951.
- Etruscan Painting, Geneva: Skira, 1952.
- Testimonia linguae Etruscae. Selegit recognovit et indice verborum instruxit, Firenze: La nuova Italia, 1954; 19682.
- Art of the Etruscans (con Martin Hurlimann), London: Thames and Hudson, 1955.
- Mostra dell'arte e della civiltà etrusca, Milano: Silvana, 1955 (catalogo della mostra di aprile-giugno 1955 al Palazzo reale di Milano).
- Che cos'è l'archeologia, Firenze: Sansoni, 1963.
- Civiltà artistica etrusco-italica, Firenze: Sansoni, 1971; 19852.
- Saggi di antichità, 3 voll., Roma: G. Bretschneider, 1979.
- Gli Etruschi e Roma: atti dell'incontro di studio in onore di Massimo Pallottino, Roma 11-13 dicembre 1979, Roma: G. Bretschneider, 1981.
- Genti e culture dell'Italia preromana, Roma: Jouvence, 1981.
- Storia della prima Italia, Milano: Rusconi, 1984.
- Origini e storia primitiva di Roma, Milano: Rusconi, 1993.
- Etrusca et Italica: scritti in ricordo di Massimo Pallottino, 2 voll., Pisa-Roma: Istituti editoriali e poligrafici internazionali, 1997.
- Gli Etruschi, Milano: Bompiani, 1998.
- Storia universale illustrata,(coordinamento dei testi vol. I,II,III,IV,V a cura di), Milano, Fratelli Fabbri Editori, 1970.